# USS Nebraska (SSBN-739)
El USS Nebraska (SSBN-739/SSGN-739) es un submarino de misiles de crucero de propulsión nuclear (SSGN) de la clase Ohio, convertido de un submarino de misiles balísticos (SSBN), que forma parte de la Armada de los Estados Unidos. Lleva misiles balísticos Trident.
Nebraska comparte su apodo, "Big Red", con los equipos atléticos de la Universidad de Nebraska-Lincoln.

## Construcción
El contrato para construir Nebraska se adjudicó el 26 de mayo de 1987 a la División de Barcos Eléctricos de General Dynamics Corporation en Groton, Connecticut. Su quilla se colocó allí el 6 de julio de 1987 y se botó el 15 de agosto de 1992, patrocinada por Patricia Exon, esposa del senador estadounidense J. James Exon (1921-2005) de Nebraska. Nebraska fue entregado a la Marina de los EE. UU. el 18 de junio de 1993 y puesto en servicio el 10 de julio de 1993.[cita requerida]

## Historial operativo
Nebraska fue asignado originalmente al Grupo Submarino 10 en la Base Naval Submarina Kings Bay, Georgia. El 1 de octubre de 2004, Nebraska fue transferido al Escuadrón Submarino 17 en el Grupo Submarino 9 en la Base Naval Kitsap, Bangor, Washington. En 2013, Nebraska se transfirió al Escuadrón de Submarinos 19 para realizar una Revisión de Ingeniería de Reabastecimiento de Combustible.
El submarino ha lanzado con éxito misiles Trident para probarlos seis veces, una vez en 1995, en 2004, en 2008, en 2011, en 2018, y en 2019.
Hasta noviembre de 2013, el submarino había completado 62 patrullas disuasorias durante sus 20 años de servicio. Cada patrulla suele durar 77 días seguidos de 35 días en puerto para mantenimiento.
Después de la Patrulla 54, Nebraska recibió la "Batalla E" para el Escuadrón de Submarinos 17. Además, después de la Patrulla 56, el submarino recibió la "Batalla E" para el Escuadrón de Submarinos 17 por segundo año consecutivo. Después de completar una patrulla sin precedentes de 116 días a fines de 2013, Nebraska recibió nuevamente la "Batalla E", la tercera en cuatro años.[cita requerida]

## En la cultura popular
- En la serie militar de ciencia ficción dura Looking Glass de John Ringo y Travis S. Taylor, Nebraska se convierte en la primera nave espacial interestelar humana y se rebautiza como Vorpal Blade.[4] El barco es el escenario principal de la mayoría de los libros segundo, tercero y cuarto de la serie, Vorpal Blade, Manxome Foe y Claws That Catch.